# Marko Baša
Marko Baša, född 29 december 1982 i Trstenik, SFR Jugoslavien, är en montenegrinsk fotbollsspelare. Han spelade mellan 2009 och 2017 för Montenegros fotbollslandslag.